# アイオリス山
アイオリス山（アイオリスさん、Aeolis Mons）あるいはシャープ山（シャープさん、Mount Sharp）は、火星の山である。ゲール・クレーターの中央にあり、南緯5.08°、東経137.85°に位置する。谷底からの高さは5.5kmである。国際天文学連合 (IAU) による地形IDは15000番である。「アイオリス山」の名は国際天文学連合により命名されたものだが、アメリカ航空宇宙局や欧州宇宙機関はIAUの決定以前から用いられていた「シャープ山」の名を用いることがある。
NASAの探査車キュリオシティは、2012年8月6日に山の北麓の低地アイオリス・パルスの "Yellowknife" Quad 51に着陸した。NASAは8月22日にこの着陸地点をレイ・ブラッドベリにちなんで「ブラッドベリ・ランディング」と命名した。アイオリス山は、探査の目的地である。

## 形成
アイオリス山は、浸食された沈殿物の層の山のように見える。北の麓から5.5km、南の麓から4.5kmの高さになり、クレーターの南の縁よりも高い。沈殿物は、20億年以上も堆積し、かつてはクレーターを覆っていたと考えられる。下部のいくつかの層は、もともと湖底に堆積したものと考えられ、斜層理を持つため風成作用を受けたものと考えられている。しかし、これについては議論があり、下部の地層の起源についてははっきりと分かっていない。

## 既知のサイズ

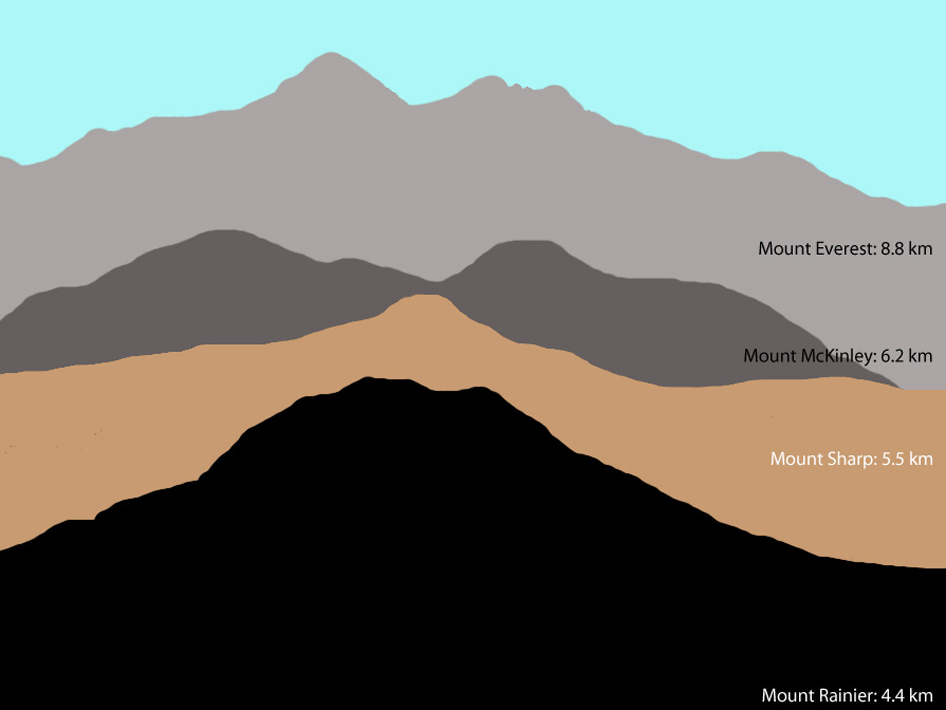
地球の高山（エベレスト、マッキンリー、レーニア山）とアイオリス山の比較

アイオリス山の高さは5.5kmと、月で最も高いホイヘンス山とほぼ同じであり、アポロ15号が訪れたハドリー山よりも高い。
エベレストは、海抜高度が8.8kmであるが、麓から頂上まではわずか4.6kmである。アフリカのキリマンジャロは、海抜5.9kmで、麓から頂上までは4.6kmである。アメリカのマッキンリーの麓から頂上までの高さは5.5kmである 。

## 名前

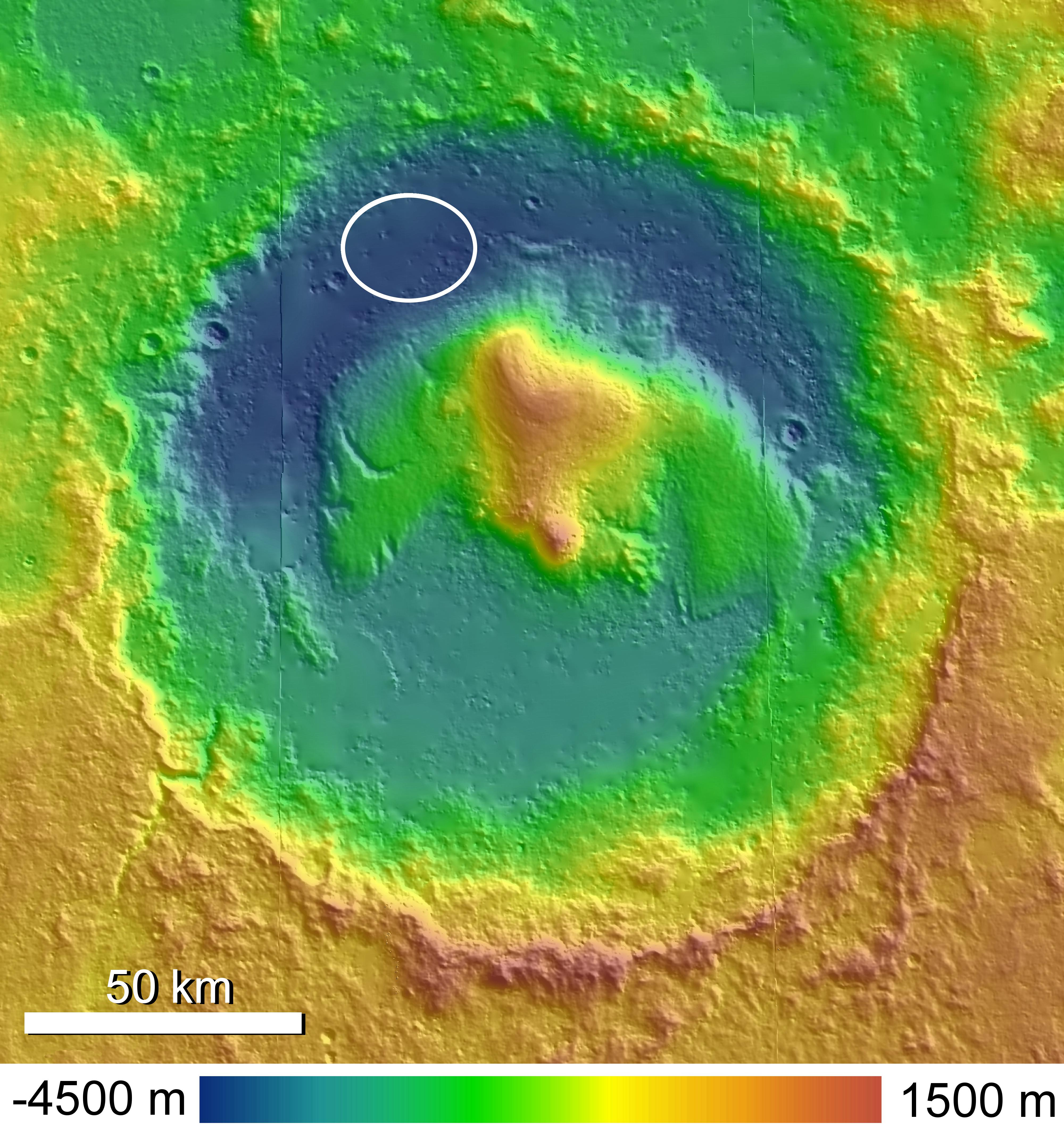
ゲール・クレーター、アイオリス山（中央）、キュリオシティ着陸予定地（白丸）、アイオリス・パルス（白丸周辺）、アイオリス卓状台地（右上隅に端が見える）

発見された1970年代から約40年の間、この山には名前が付けられなかったが、この場所がキュリオシティの着陸場所に選ばれると、様々な名前で呼ばれるようになった。例えば、NASAは2010年に写真のキャプションで、この山を「ゲール・クレーター丘 (Gale Crater Mound)」と呼んだ。2012年3月に、NASAは非公式に、アメリカの地質学者ロバート・シャープにちなんで「シャープ山 (Mount Sharp)」と名付けた。
しかし国際天文学連合は、クレーター・谷・小さな地形を除き火星の地名には新しい名称をつけず、近くのアルベド地形の名称（火星探査以前、地球からでも見える濃淡模様に名づけられた地名）から名づけると定めており
、わずかな例外もギリシア神話などで人名は使われていなかった。そこで2012年5月16日、国際天文学連合は、アルベド地形アイオリス (Aeolis) から、この山を「アイオリス山 (Aeolis Mons)」、山の北のキュリオシティ着陸が計画されていた低地を「アイオリス・パルス (Aeolis Palus)」（パルスは沼という意味だが、小さな平地に使われる）と名付けた。なお、同じくアイオリスから、1976年にはクレーターの東の「アイオリス卓状台地 (Aeolis Mensae)」が、2006年にはさらに東の「アイオリス高原 (Aeolis Planum)」が命名されている。本来のアイオリスはアイオリス卓状台地東部を中心としており、アイオリス山は西の外れに位置する。
一方、火星の50km以上のクレーターには故人の人名を付けることになっているため、国際天文学連合は同日2012年5月16日、NASAとロバート・シャープを称え、ゲール・クレーターから西に260km離れた位置にある直径152kmの大きなクレーターを「ロバート・シャープ」と名付けた。姓を使う慣例にもかかわらずフルネームとなったのは、イギリスの天文学者エイブラハム・シャープに因んだクレーター「シャープ」がすでに月に存在するためである。
NASAとESAは、記者会見やプレスリリースでは、今でもこの山を「シャープ山」と呼び続けている。これは、マーズ・エクスプロレーション・ローバーが着陸した付近のコロンビア・ヒルズのような非公式な名前と似た状況である。スカイ&テレスコープ誌は、2012年8月に2つの名前の根拠を読者に示し、投票を行った。2700を超える票が集まり、アイオリス山とシャープ山のそれぞれの得票は57％と43％だった。アメリカ地質調査所にはアイオリス山という公式な名前が登録されているが、これは積極的な採用というわけではなく、データを提供しているのが国際天文学連合だからである。
アルベド地形のアイオリスは、ギリシア神話の浮き島アイオリア島 (Aeolia) から名づけられ
、それはさらに島を統べる風神アイオロスに由来する。なお、トルコ西部のイズミルの古い名前アイオリスとは関係ない。こちらもさかのぼればテッサリア王アイオロスに由来するが、通説では同名の別人である。

## 関連文献
- Jurgen Blunck - Mars and its Satellites, A Detailed Commentary on the Nomenclature, 2nd edition. 1982.